# Cureggia
Cureggia est un quartier de la ville de Lugano (Suisse) et une ancienne commune suisse du canton du Tessin. Elle a fusionné avec la ville de Lugano en 2004.